# 1880-as évek
Évszázadok: 18. század · 19. század · 20. század
Évtizedek: 1830-as évek · 1840-es évek · 1850-es évek · 1860-as évek · 1870-es évek · 1880-as évek · 1890-es évek · 1900-as évek · 1910-es évek · 1920-as évek · 1930-as évek
Évek: 1880 · 1881 · 1882 · 1883 · 1884 · 1885 · 1886 · 1887 · 1888 · 1889
Az 1880-as évek egy évtized volt a gregorián naptárban. 1880. január 1-jén kezdődött, és 1889. december 31-én fejeződött be.
Az évtized jellemzője a gazdasági növekedés és a jólét volt, főleg Európában és Amerikában. Ebben az évtizedben alakult meg  több ismert cég is, illetve a felhőkarcolót is ebben az évtizedben mutatták be. A második ipari forradalom is ebben az évtizedben volt, melynek következtében a technológia és a tudomány is sokat fejlődött.

## A világ vezetői
- Eugène Borel
- Louis Curchod
- Henri Morel
- Gustave Moynier
- Heinrich Wild